# Nauruaanse inheemse religie
De Nauruaanse inheemse religie is een monotheïstisch systeem van geloof, dat de vrouwelijke godheid Eijebong en een geesteneiland waar geesten leven (Buitani) omvat. Gelovigen zeggen dat de hemel en de aarde werden gecreëerd door een spin, genaamd Areop-Enap. Er zijn weinig of geen mensen op het eiland die nog steeds geloven in deze religie, vanwege de vele Westerse invloeden op de Nauruaanse levensstijl en het dominante christendom.

## Gewoontes
De totemreligie van Nauru was gebaseerd op een systeem van mythologische overtuigingen en riten gerelateerd aan voorouderverering.
Zoals in een groot deel van Oceanië was een van deze rituelen dat mannen elke avond kava dronken. De bittere drank is onaangenaam om te drinken, maar het was noodzakelijk dat mannen dit ritueel elke avond beoefenen als symbool van de moeilijkheden van het leven die moeten worden overwonnen.
Elk huishouden in Nauru had een beschermende geest die een dagelijks offer van het gezin ontving in de vorm van een beetje bloem dat voor het huis werd gedeponeerd.
De fregatvogel speelde ook een belangrijke rol omdat deze werd beschouwd als de vergaarbak van geesten en de verbinding met het geesteneiland Buitani. Tijdens ceremonies in de maand juli werd een fregatvogel gevangen, die vervolgens de beste behandeling kreeg.

## Kosmologie
Volgens de mythologie van Nauru werd de wereld (en het hele universum) gemaakt door een spin genaamd Areop-Enap, uit de verschillende delen van een weekdier. De bovenste klep van een schelp werd de hemel, van de onderste klep werd de aarde gemaakt. Twee slakken werden de zon en maan. Van een rups werd de melkweg gemaakt en van zijn zweet de zee. De eilanden komen van het vlees van de mossel en de vegetatie is gemaakt van spinrag van Areop-Enap.
Areop-Enap creëerde de mensen uit stenen. Hij maakte een vliegend wezen uit modder dat aan hem over alle inwoners van de wereld moest berichten.

## Goden
- Areop-Enap, de spin bij de oorsprong van de schepping van de wereld.
- Agar, de grootvader.
- Amweb.
- Bagawer, de zoon van Baguewa.
- Baguewa.
- Dolk.
- Demagomogum, een idiote man.
- Detora, een jongen.
- Eigigu, een jong meisje dat in de halve maan leeft.
- Eijebong, de godin van de vrouwelijkheid.
- Enogog, een jong meisje dat in de lucht leeft.
- Eoiyepang, de dochter van bliksem en donder.
- Eyouwit, een jong meisje.
- Gamodogogug, de echtgenoot.
- Ieru, vernietiging en rampen.
- Ramanmada, een jonge man.
- Raminada, een held.